# Nebát se a nakrást
Nebát se a nakrást je česká filmová komedie z roku 1999 režiséra Františka Filipa.

## Příběh
Majitel sklárny Ing. Vladimír Sýkora hodlá na trh uvést nerozbitné sklo. Jeho dva náměstci se ho ale hodlají zbavit a dosadit na jeho místo svoji loutku, nic netušícího a nahlouplého Fandu Pažouta. Náměstci se Sýkory zbaví v afrických vodopádech. Když hodlají zrealizovat i zbytek plánu, ukáže se, že Sýkora není tak úplně mrtvý.

## Obsazení
- Luděk Sobota jako majitel sklárny Ing. Vladimír Sýkora/loutka Fanda Pažout
- Václav Postránecký jako náměstek Stoklasa
- Jan Přeučil jako náměstek Ing. Olda Jiroušek
- Taťjana Medvecká jako Vlasta Sýkorová
- Naďa Konvalinková jako Božena Málková
- Jiří Wimmer jako Jura Hrivňák
- Jan Kanyza jako psychiatr Kulhánek
- Ladislav Županič jako nadporučík Hanák
- Miloš Kohout jako režisér
- Roman Skamene jako Dobeš
- Lubomír Lipský jako vrátný
- Adriana Sobotová jako Renata
- Petr Jákl jako černý šerif
- Radek Tomečka jako černý šerif
- Miroslav Masopust jako výtvarník a sochař Boček
- Pavel Kříž jako reportér

## Produkce
Hlavním sponzorem filmu byla firma Agrofert.
Části filmu byly natáčeny v Jižní Americe v národním parku Canaima a ve státě Venezuela. Sklárna, kde se film odehrává, je v obci Nižbor.

### Vydání
Premiéra snímku proběhla 13. května 1999.
Film byl divácky špatně přijat a na udílení cen Český lev získal cenu Plyšový lev za nejhorší film roku.